# 메건 프레스콧
메건 프레스콧(Megan Prescott, 1991년 6월 4일 ~ )은 잉글랜드의 배우이다. 《스킨스》에서 케이티 피치 역으로 잘 알려져 있다.